# Józan ész (dokumentum)

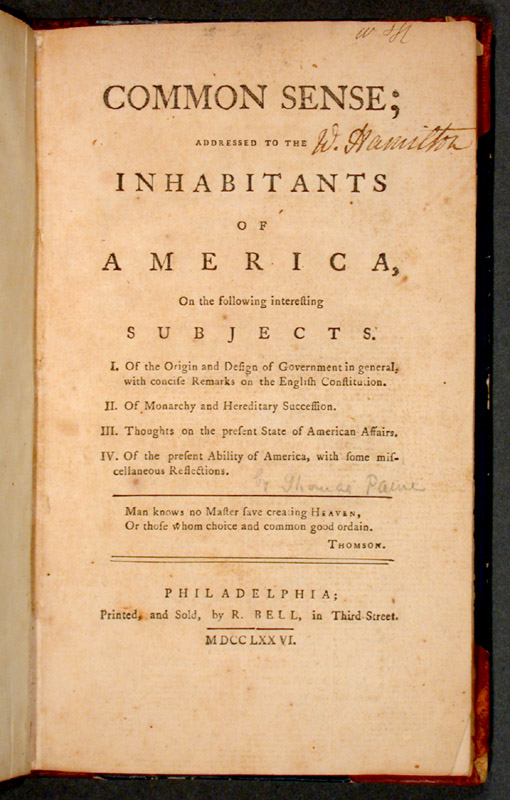

A Józan ész (Common Sense) Thomas Paine 1776-ban, az amerikai függetlenségi háborúban, az újvilági angol gyarmatbirodalomban kiadott politikai röpirata, amelyben szerzője hitet tett a brit monarchia láncainak levetése és a függetlenség, valamint a köztársasági eszme mellett.
Thomas Jefferson is sokat merített Paine művéből a függetlenségi nyilatkozat megírásakor. A Józan ész, Thomas Paine vakmerő röpirata volt az első olyan nyilvános dokumentum, amely az amerikai népet a függetlenségéért való harcra inspirálta.
Igaza mellett a következőkkel érvelt Paine:
- nevetséges, hogy egy sziget irányítson egy egész földrészt;
- Amerika nem csak brit, hanem Európa összes nemzetének képviselőiből áll;
- az esetleges európai fegyveres konfliktusok Amerikát is háborúba sodornák;
- a nagy távolság miatt az óhazából érkező kereskedelmi szállítmányok egy év után érnek célt.

A röpiratból több mint 600 000 példányt adtak el a 3 000 000 fős népesség körében.